# Hendes stille Sværmeri
Hendes stille Sværmeri er en dansk stumfilm fra 1918, der er instrueret af Lau Lauritzen Sr. efter manuskript af Kai Allen.

## Handling
Denne artikel mangler et handlingsreferat. Hjælp os med at skrive det.

## Medvirkende
- Lauritz Olsen - Torben Nalle, digter
- Frederik Buch - Sven Slinger, digter
- Charles Willumsen - Etatsråd Sødesen
- Grethe Kiær - Agnete, Sødesens datter
- Johanne Krum-Hunderup
- Carl Schenstrøm
- Agnes Lorentzen